# Nuthin' Fancy
| 전문가 평가              | 전문가 평가  |
| 평가 점수                | 평가 점수    |
| 출처                     | 점수         |
| ------------------------ | ------------ |
| AllMusic                 | 3/별         |
| Christgau's Record Guide | A−           |
| Rolling Stone            | (mixed) link |
| The Daily Vault          | B+           |

《Nuthin' Fancy》는 1975년 3월 24일에 발매된 미국의 서던 록 밴드 레너드 스키너드의 세 번째 스튜디오 음반이다. 이 음반은 빌보드 200 차트에서 9위를 정점으로 톱 10에 진입한 첫 번째였다. 1975년 6월 27일, 골드, 1987년 7월 21일, 미국 음반 산업 협회에 의해 플래티넘 인증을 받았다. 이 음반은 밴드의 새로운 드러머 아티머스 파일과의 첫 음반이었다. 1975년 5월 말, 기타리스트 에드 킹은 Torture Tour 도중에 밴드를 떠났다. 이 음반은 미국 《빌보드》 차트에서 27위로 정점을 찍은 유일한 싱글 〈Saturday Night Special〉로 가장 잘 알려져 있다.

## 배경
밥 번스의 탈퇴에 따라 새 드러머 아티머스 파일을 맞아 제작됐다. 음반 대부분은 1975년 1월에 녹음됐지만 〈Saturday Night Special〉은 1974년 8월 시점에 녹음됐던 곡이다.
전작에 이어 알 쿠퍼가 프로듀싱을 했지만 음반 제작 당시 밴드와 쿠퍼의 대립이 심화되면서 음반 완성 후 얼마 지나지 않아 결별했다. 앨런 콜린스는 1975년 당시 이 사건에 관해 "쿠퍼는 그랜드 펑크 레일로드의 곡 같은 아이디어를 밀어붙였어요. 우리는 그런 거 싫다고 했어요, 그를 나쁘게 말할 생각은 없지만, 우리는 다시는 그를 사용하지 않을 겁니다."라고 말했다.
음반 발매 후인 1975년 5월 26일, 에드 킹이 밴드를 탈퇴했다. 킹은 후 인터뷰에서 당시 밴드와 계약한 새 매니저가 로니 반 잰트에게만 관심을 가졌으며 밴드 전체를 알지 못했다고 말했다. 다만 킹은 1987년 재결성에는 참여했다. 덧붙여 본작의 리마스터 CD에는, 킹 재적시의 1975년 4월 27일에 녹음된 라이브 음원 2곡이 보너스 트랙으로서 추가되고 있다.

## 곡 목록
| #  | 제목                       | 작사·작곡                     | 재생 시간 |
| -- | -------------------------- | ----------------------------- | --------- |
| 1. | 〈Saturday Night Special〉 | 에드 킹, 로니 반 잰트         | 5:08      |
| 2. | 〈Cheatin' Woman〉         | 알 쿠퍼, 게리 로싱턴, 반 잰트 | 4:38      |
| 3. | 〈Railroad Song〉          | 킹, 반 잰트                   | 4:14      |
| 4. | 〈I'm a Country Boy〉      | 앨런 콜린스, 반 잰트          | 4:24      |

| #  | 제목                      | 작사·작곡              | 재생 시간 |
| -- | ------------------------- | ---------------------- | --------- |
| 1. | 〈On the Hunt〉           | 콜린스, 반 잰트        | 5:25      |
| 2. | 〈Am I Losin'〉           | 로싱턴, 반 잰트        | 4:32      |
| 3. | 〈Made in the Shade〉     | 반 잰트                | 4:40      |
| 4. | 〈Whiskey Rock-a-Roller〉 | 킹, 빌리 파월, 반 잰트 | 4:15      |

## 인증
| 국가                       | 인증     | 판매량/출하량 |
| -------------------------- | -------- | ------------- |
| 미국 (RIAA)                | 플래티넘 | 1,000,000^    |
| ^출하량을 기반으로 한 인증 |          |               |